# Konwencja bazylejska

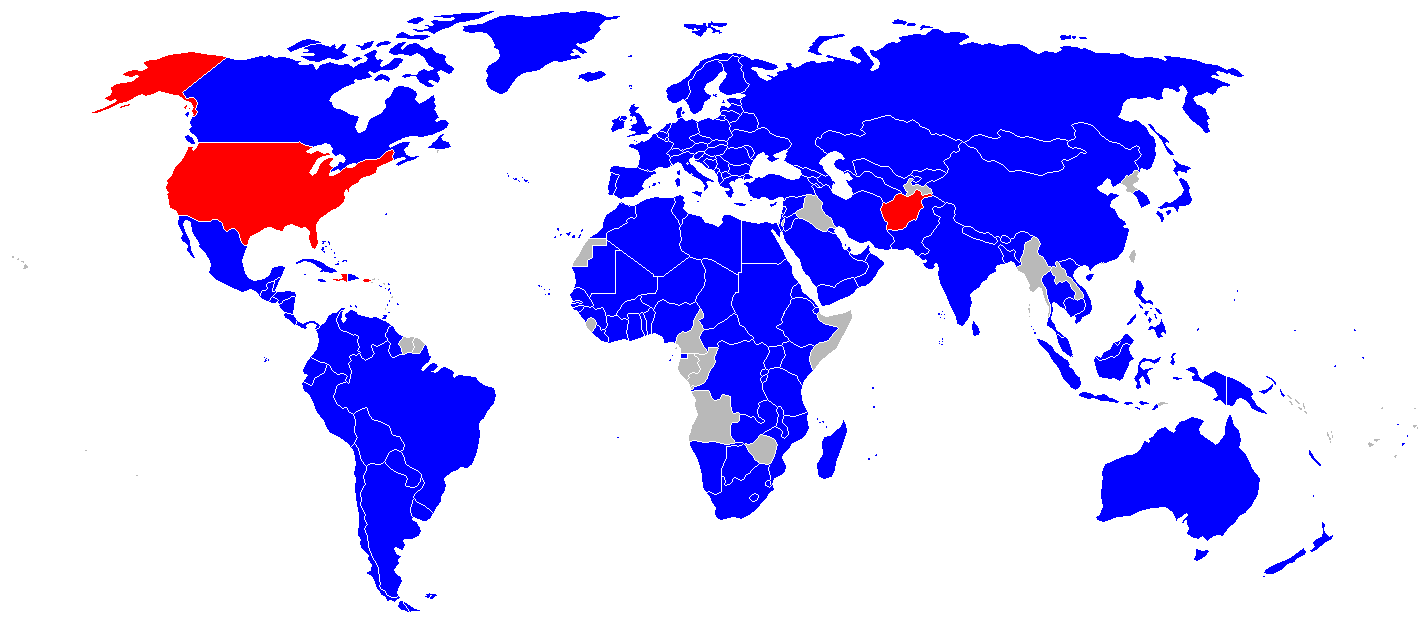
Państwa, które podpisały i ratyfikowały konwencję – na niebiesko, państwa, które sygnowały, ale nie ratyfikowały jej – na czerwono

Konwencja bazylejska – umowa międzynarodowa dotycząca kontroli transgranicznego przemieszczania i usuwania odpadów niebezpiecznych. 
Sporządzona w Bazylei dnia 22 marca 1989 r., ratyfikowana do 2010 roku przez 170 państw (w tym Polskę – 10 stycznia 1992 roku).